# Idaea apoa
Idaea apoa là một loài bướm đêm trong họ Geometridae.